# Gásadalur
Gásadalur is een dorp dat behoort tot de gemeente Sørvágs Kommuna in het westen van het eiland Vágar op de Faeröer. Gásadalur heeft 14 inwoners. De postcode is FO 387. Gásadalur biedt een indrukwekkend zicht op het eiland Mykines. Het dorp ligt een stuk hoger dan de kustlijn zodat de inwoners hun vissersboten moesten achterlaten bij het plaatsje Bøur, sinds 1940 is er echter een steile trap aangelegd. Vlak bij het dorp ligt de berg Árnafjall.
Het dorp is pas sinds 2006 aangesloten op het wegennet, de Gásadalstunnilin verbindt het dorp met de rest van het eiland Vágar.

## Galerij

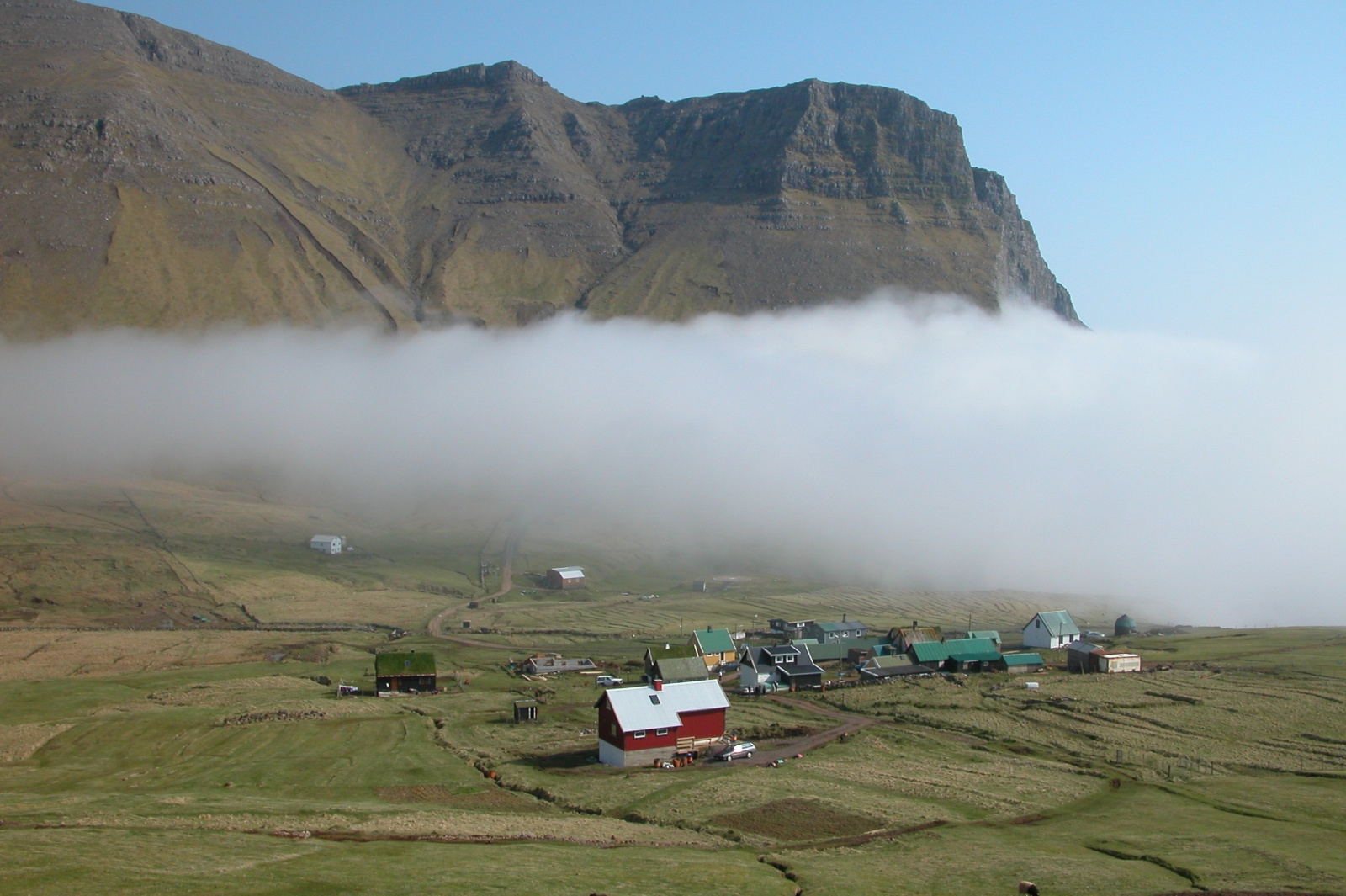
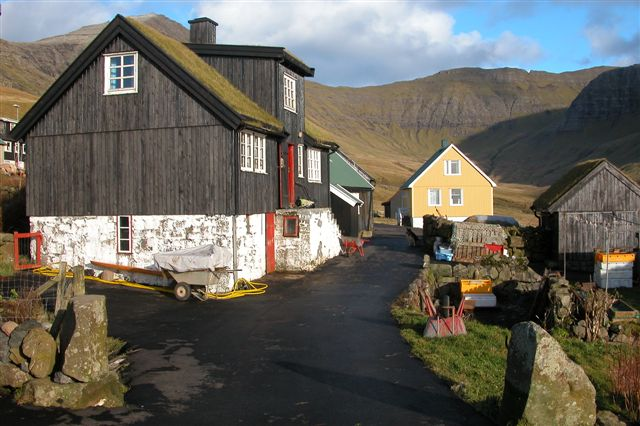
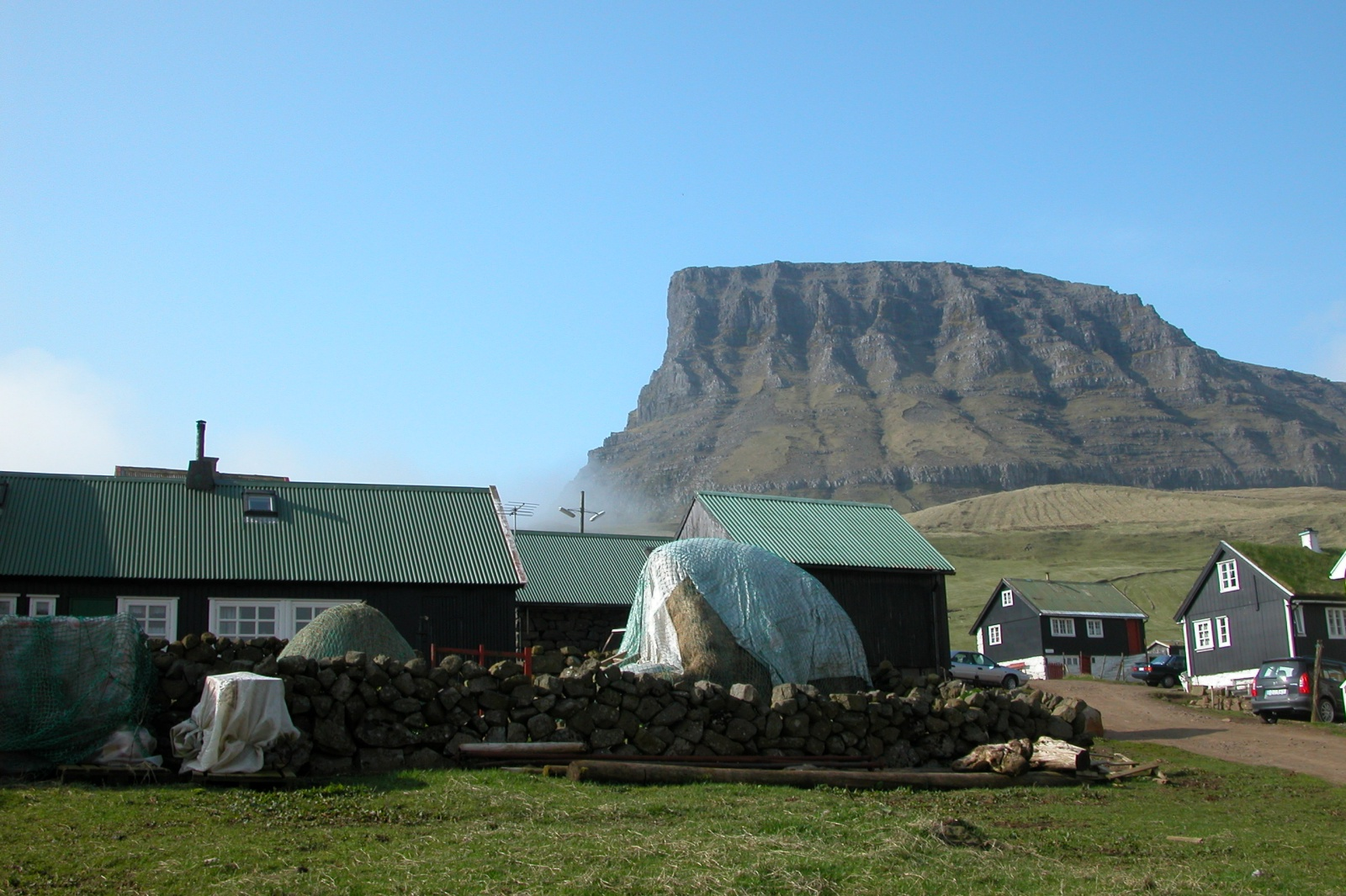
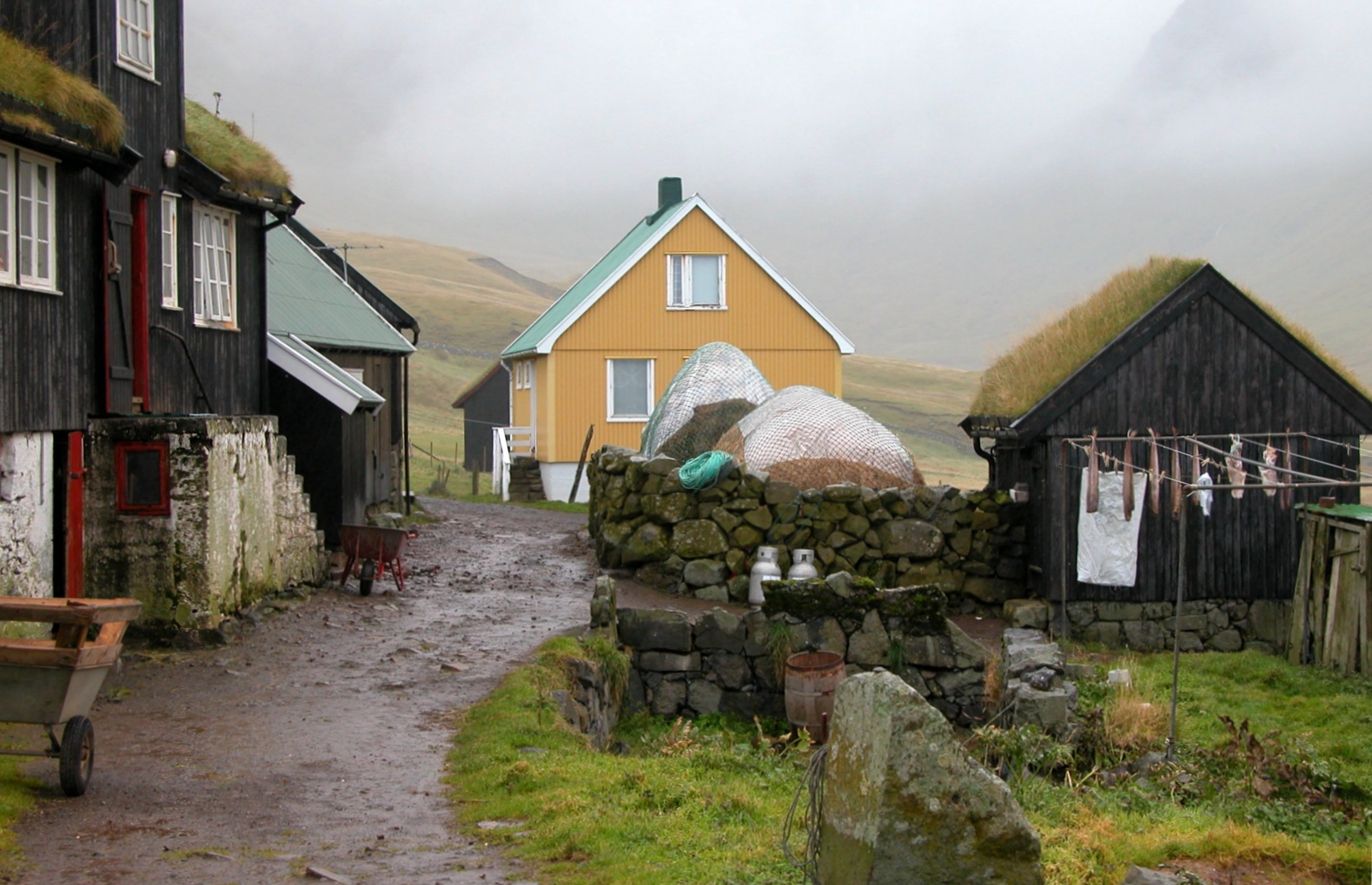
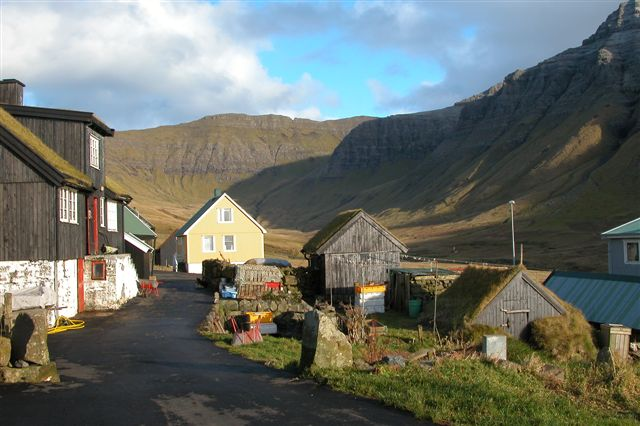
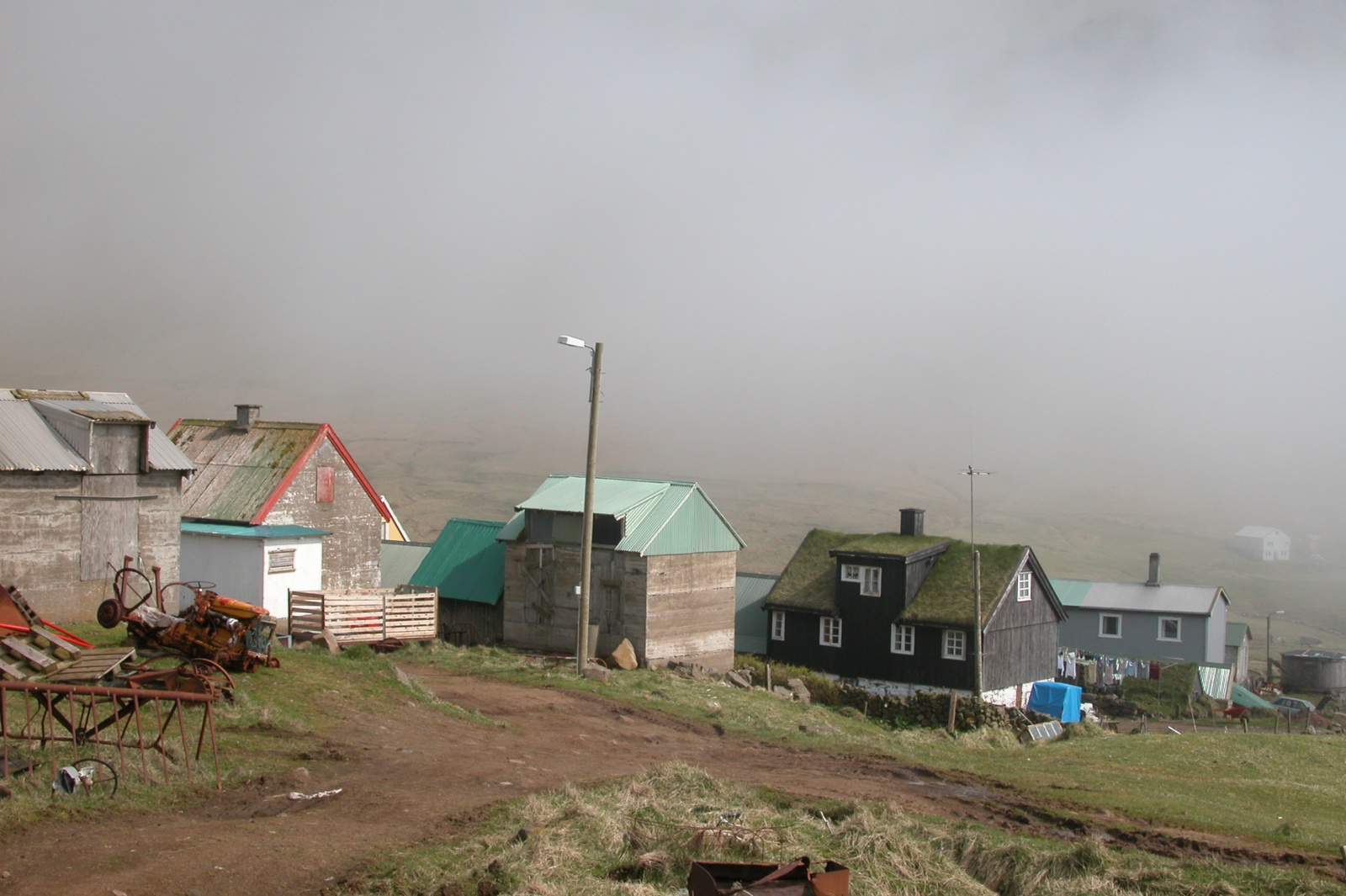
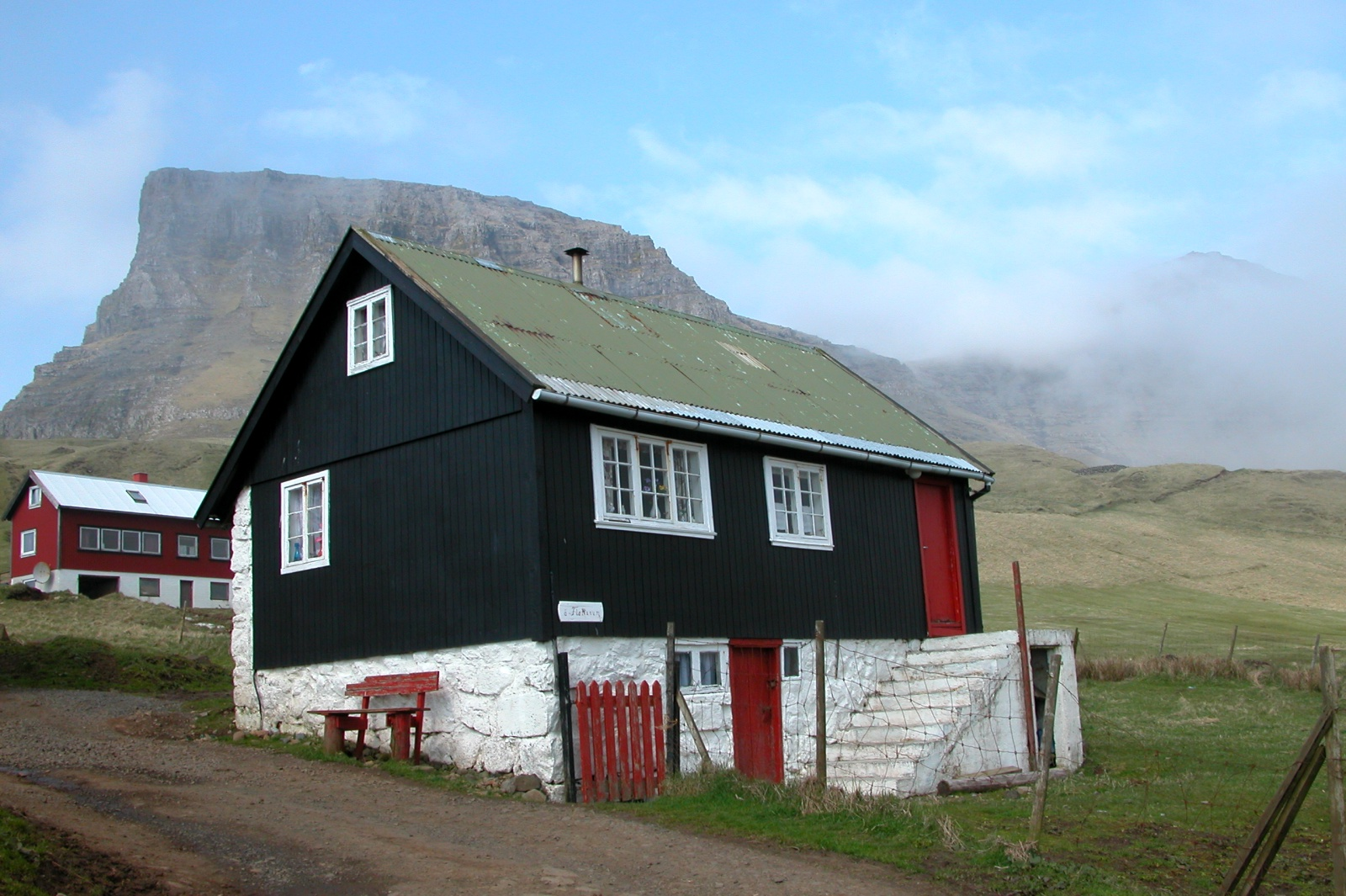
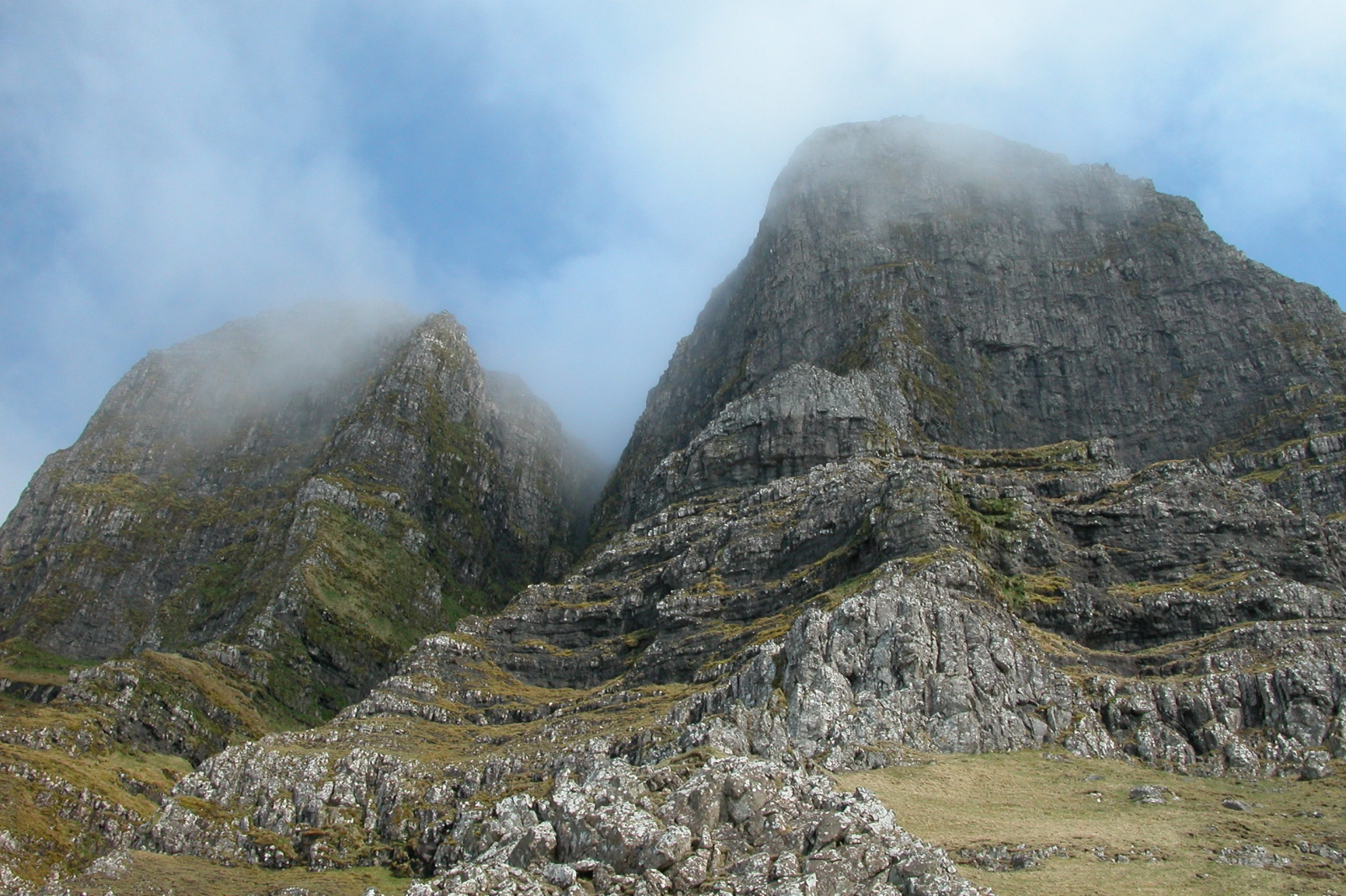
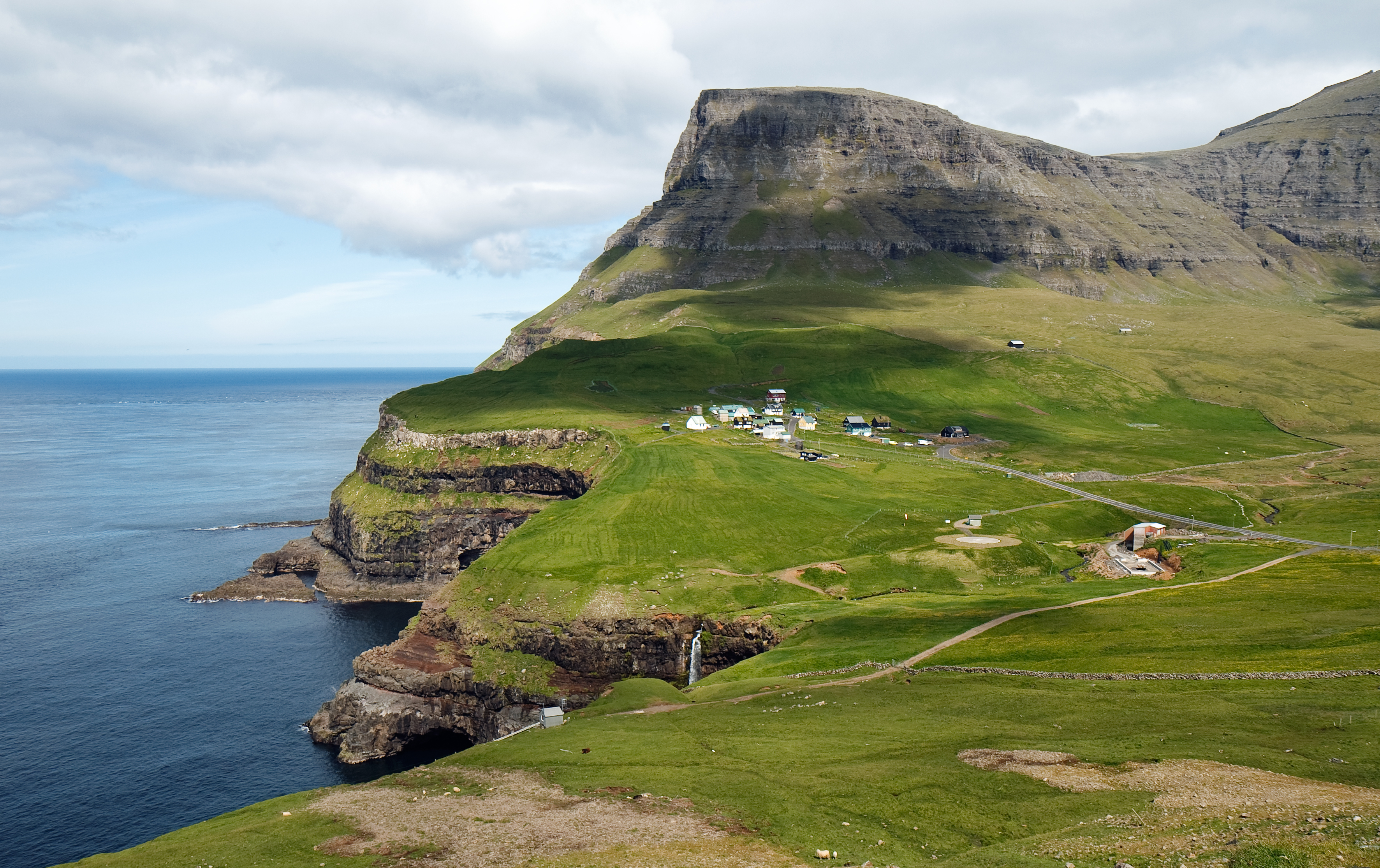